# アンリ・セランドゥール
アンリ・セランドゥール（Henri Sérandour、1937年4月15日 – 2009年11月12日）は、フランスのル・マン出身の元水球選手。フランスオリンピック委員会会長を1993年から2009年3月まで務めた。2000年から2007年までは国際オリンピック委員会 (IOC) 委員も務めた。
2009年11月12日、イル＝エ＝ヴィレーヌ県のディナールにて死去。72歳だった。